# Kokutairon und reiner Sozialismus

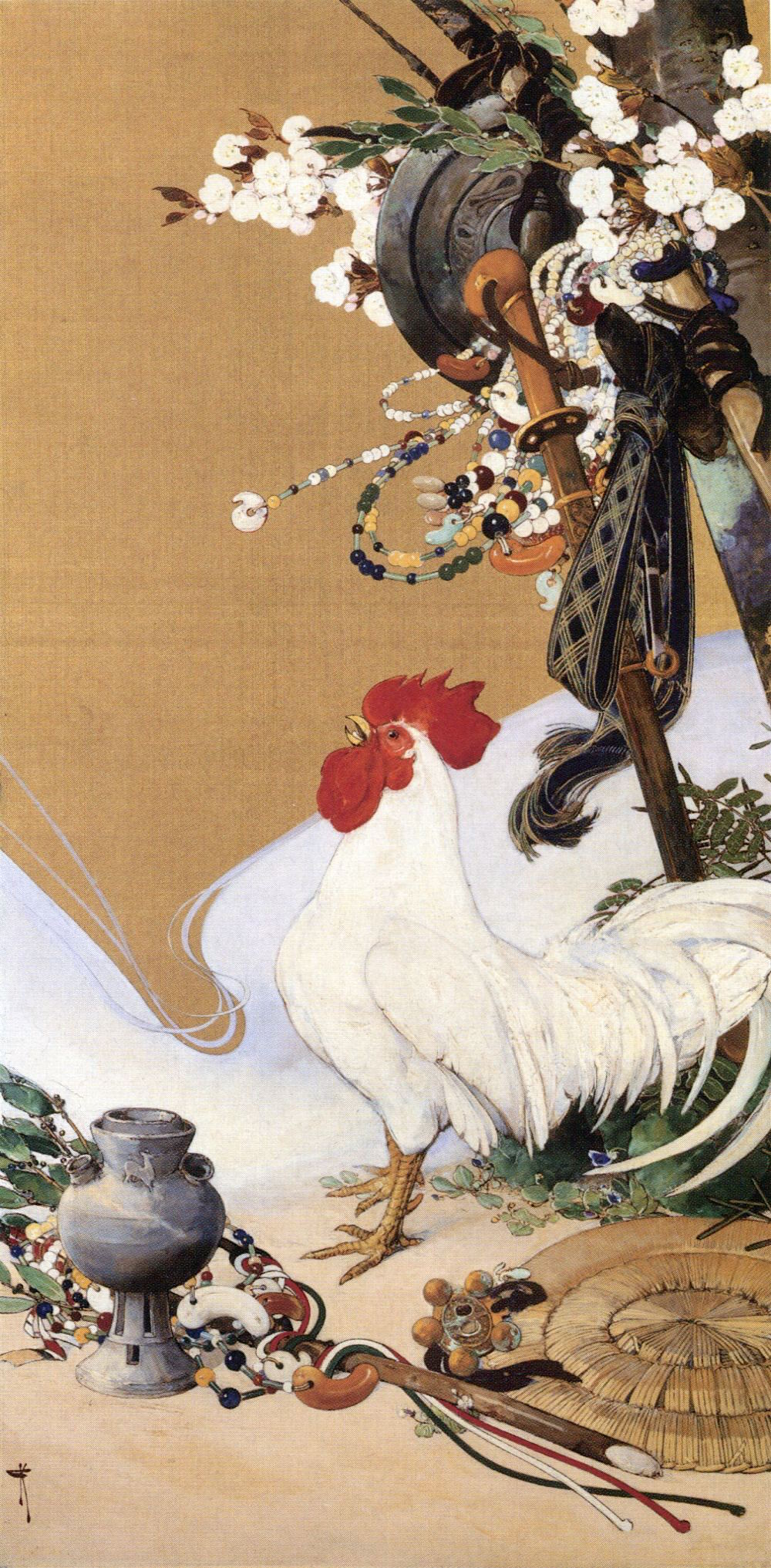
Die nationalistische Essenz des kokutai wird als die Einzigartigkeit des japanischen Gemeinwesens betrachtet, das von einem Führer göttlichen Ursprungs ausgeht. Dieser dominierenden Ansicht widersprach Kita in seinem Debütwerk.

Kokutairon und reiner Sozialismus (japanisch 国体論及び純正社会主義 kokutairon oyobi junsei shakai-shugi), auch bekannt als Die Theorie der nationalen Politik Japans und des reinen Sozialismus, ist eine radikale sozialistische Abhandlung, die von Ikki Kita als Kritik an der Meiji-Regierung verfasst und im Jahr 1906 veröffentlicht wurde. Kita war ein bedeutender japanischer politischer Intellektueller des späten 19. und frühen 20. Jahrhunderts. Seine politischen Ansichten, die allgemein mit der Ideologie des Shōwa-Nationalismus in Einklang gebracht werden, spiegeln die weit verbreitete japanische Reaktion gegen die Meiji-Regierung und die kokutairon-Ideologie wider, auf der ihre Gesellschaft basierte.

## Historischer Hintergrund
Im September 1905 kehrte Kita aus seiner Heimat Sado nach Tokio zurück, als es zu den Hibiya-Unruhen kam, die gegen den Vertrag von Portsmouth protestierten. Der Vertrag beendete den Russisch-Japanischen Krieg und wurde vom US-Präsidenten Theodore Roosevelt ausgehandelt. Er enthielt günstige Bedingungen für Japans imperialistische Politik, unter anderem wurde nun international anerkannt, dass Japan ein Anrecht auf Teile des russisch beherrschten Chinas und Koreas hatte. Dennoch hielten Aktivistengruppen die Bedingungen für einen demütigenden Misserfolg und es kam zu Ausschreitungen. Kita stimmte zwar mit dem Ziel der Demonstranten überein, das internationale Ansehen Japans zu stärken, war aber mit den Werten der kokutai nicht einverstanden, die er für ein „Werkzeug in den Händen der Genrō“ hielt. Unter diesen Umständen schrieb Kita sein erstes Buch, Kokutairon und reiner Sozialismus.
George Wilson fasst diesen Kontext folgend zusammen: „Kita schrieb sein erstes Buch vor dem Hintergrund einer weit verbreiteten Unzufriedenheit der Bevölkerung über den Ausgang des Russisch-Japanischen Krieges. Die Unruhen markierten eine Zunahme gewaltsamer politischer Aufstände in Japan, ein Trend, der Kita und seine radikale politische Ideologie begünstigte.“
Kokutairon war Kitas erstes politisch inspiriertes Buch und spiegelt daher seine frühen politischen Ansichten und Ausrichtungen wider. Laut Danny Orbach zeigt das Buch Kitas „sozialistische, säkulare und rationale Phase“. Oliviero Frattolillo zufolge wurde Kita durch die unkritische Haltung seiner intellektuellen Kollegen persönlich zum Schreiben von Kokutairon motiviert. Frattolillo behauptet: „Kita kritisierte vor allem die unterwürfige Haltung bestimmter Intellektueller gegenüber dem System, die widerstandslos die Übernahme neuer Theorien und neuer Wissensformen aus dem Westen akzeptierten.“ Diese Fehler seiner Gesellschaft wolle er folglich mit seinem Debütwerk kritisieren und eine sozialistische Alternative vorschlagen.
Kitas Kokutairon wurde von Ukita Kazutami, Aruga Nagao und Abe Isoo, seinen Dozenten an der Waseda-Universität, beeinflusst.

## Politische Ideologie (Shōwa-Nationalismus)
Kitas kontextualisierte politische Ideologie wird als Shōwa-Statismus definiert, auch bekannt als japanischer Faschismus oder Shōwa-Nationalismus. Dabei handelt es sich um einen Teilbereich des Faschismus/Sozialismus, der häufig ultranationalistisch und militaristisch geprägt war. Er wird als politischer Synkretismus eingestuft; eine politische Ausrichtung, die Sektoren des linken und rechten politischen Spektrums vereint und sich somit einer eindeutigen Identifizierung entzieht. Kita galt als einer der großen japanischen Denker und Intellektuellen in dieser Bewegung. Kita vertrat häufig einen sozialistischeren und wirtschaftlich fortschrittlicheren Ansatz als die Mehrheit der Shōwa-Nationalisten.

## Kitas Argumente
Kitas Buch ist im Wesentlichen eine Kritik an der Meiji-Regierung und ihrer Interpretation und Lehre des "kokutai". Kokutai ist ein Konzept der kaiserlichen Souveränität. Während der Meiji-Zeit wurde die volkstümliche Ideologie des kokutairon geformt und in ganz Japan durch Bildungsreformen verbreitet, nach denen der Vorzug der Meiji-Verfassung und der Souveränität des Kaisers gelehrt wurden. Kitas Hauptargument ist, dass Sozialismus und kokutai (nach Kitas Definition eine legale Sozialdemokratie) ein und dasselbe seien. Danny Orbach behauptet, dass Kitas Ansichten stark vom Marxismus beeinflusst waren.
Kita bringt einige Schlüsselargumente vor, die im Folgenden zusammengefasst werden, um seine Hauptthese, seine Kritik und seinen Plan für die Neuordnung Japans zu verdeutlichen.

### Biologische Evolution
Kita argumentiert, dass die Sozialdemokratie die nächste natürliche Entwicklung der Ideologie und der politischen Struktur Japans sei. Die Sozialdemokratie wird von Kita als das Mittel definiert, „die politische Macht auf alle Elemente des Staates auszudehnen […]. Sie behauptet, dass die Souveränität im Staat liegt (der mit der Gesellschaft gleichzusetzen ist)“. Kita behauptet, dass dies die einzige Ideologie ist, die es der menschlichen Gesellschaft – lediglich eine vieler Spezies innerhalb des Tierreichs – ermöglicht, im Kampf ums Überleben zu bestehen. Jedes andere System würde zu unserer Auslöschung führen.
Kita betont, dass sich Japan derzeit in einer Phase des politischen/biologischen Wandels befindet, der im Sozialismus münden wird. Hiroshi Osedo identifiziert in Kitas Geschichte der gesellschaftlichen Entwicklung Japans drei verschiedene Stadien:
1. Erstes Stadium: ein vom Kaiser geführter Staat, "das oberste Organ" des Staates.
2. Zweites Stadium: eine gemeinsame Regierung von Kaiser und Landtag. Dieses Stadium wurde mit den Samurai-Revolutionen bzw. der Meiji-Restauration erreicht, als das Tokugawa-Shogunat gestürzt und durch die neue Meiji-Regierung ersetzt wurde. Davor existierte eine aristokratische, hierarchische Staatsform, in der die Macht beim Kaiser und der Shogun-Klasse lag, mithin beide "das oberste Organ" bildeten. Dies war zwar eine wichtige und positive Veränderung für Japan, aber aus Kitas Sicht eine unzureichende Entwicklung.
3. Drittes Stadium: es wird, nach Kita, zwangsläufig bald ein System geben, in dem die Mehrheit, die als gleichberechtigt erklärt wurde, das oberste Organ bildet (Bürgerstaat kokutai).

Die dritte Stufe der gesellschaftlichen Entwicklung Japans wird von Kita als „Bürgerstaat kokutai“ bezeichnet, der im folgenden Abschnitt beschrieben wird.

### Bürgerstaat Kokutai
Kita behauptet, dass diese Stufe in der sozialen Revolution von 1868 hätte erreicht werden müssen, aber die Fehlinterpretation des kokutai den "positiven" sozialen Wandel aufgehalten habe. Kita wendet sich in erster Linie gegen den weit verbreiteten Glauben an das heilig-göttliche Recht des Kaisers. Eine solche Meinung brachte ihn in einen gefährlichen Gegensatz zum Meiji-Regime und ihrer kokutairon-Ideologie, die gänzlich auf dem Konzept aufbaut, nach dem der Kaiser als Repräsentation Amaterasus ein Gott sei.
Entgegen der landläufigen Meinung war Kita der Ansicht, dass der Kaiser allein nicht souverän sein kann, sondern nur der Staat souverän sein könne; der Kaiser sei daher lediglich ein "Organ des Staates" (Organtheorie). Kita erklärt: „Der Kaiser von Japan ist ein Organ, das für das Überleben und die Entwicklung des Staates entstanden ist und weiter existiert.“ Dies war der Hauptantrieb von Kitas Argumentation. Im Wesentlichen glaubte Kita, dass der Kaiser unter dem Meiji-Regime zu viel Macht und Prestige in einer Gesellschaft besaß, die sich als Demokratie auszeichnete. Daher konnte in einer modernen demokratischen Gesellschaft wie Japan die Souveränität des Kaisers nicht beibehalten werden. Kitas Definition der "wahren" kokutairon-Ideologie ist in seinem Buch treffend formuliert:

„Das heutige kokutai ist nicht das der Zeit, in der der Staat zum Nutzen des Monarchen, als sein Privateigentum, existierte. Es ist das Bürgerstaat-kokutai, in dem der Staat als juristische Person mit tatsächlichem menschlichen Charakter anerkannt wird […]. Sozialdemokratie! Es ist Sozialismus, weil die Souveränität im Staat liegt und es ist Demokratie, weil die Macht beim Volk liegt.“

### Das Problem der Wirtschaftsklasse
Trotz dieses Ideals stellte Kita praktische Hindernisse für die Umsetzung dieser Struktur in Japan fest. Dies lag daran, dass Japans wirtschaftliche Situation und die privilegierte wirtschaftliche Eliteklasse „nicht mit dem neuen Bürgerstaat-kokutai übereinstimmten.“
Kitas Lösung bestand daher darin, "die gegenwärtige Wirtschaftsstruktur, die dem Rechtsideal der Meiji-Restauration widerspricht, neu zu justieren, […] die Verstaatlichung von Land und Kapital – den wirtschaftlichen Aspekt des Sozialismus – zu benennen." Der wirtschaftliche und der rechtliche Bereich der Meiji-Gesellschaft seien von Natur aus widersprüchlich – der eine hielt an der Tradition fest, der andere an der Sozialdemokratie.

### Internationale Souveränität
Kitas Kokutairon beschränkt sich nicht auf innenpolitische Belange. Ihm geht es ebenso um den Klassenkampf in Japan wie um den Staatskampf in der internationalen Gemeinschaft. Kitas sozialistisches Ideal für die internationale Gesellschaft ist die Bildung einer "Weltföderation". Eine solche Einrichtung hätte die Autorität, internationale Streitigkeiten und Interessenkonflikte zu lösen. Dies sei jedoch nur möglich, wenn ein Staat die Mehrheit hatte. Deshalb war Kita ein großer Befürworter des Imperialismus. Er beschreibt ihn als „Vorbedingung des Internationalismus“, der schließlich die „Freiheit und Gleichheit aller Staaten“ im Rahmen der Weltföderation ermöglicht.
Kitas Unterstützung des Imperialismus als Mittel zur Erreichung sozialistischer politischer Strukturen brachte ihn in Konflikt mit anderen Sozialisten seiner Zeit. Die japanischen Sozialisten waren überwiegend pazifistisch eingestellt und lehnten demnach die zunehmend imperialistischen Bestrebungen des japanischen Staates entschieden ab. Kita äußerte sich bereits vor dem Verfassen des Buches als ein großer Befürworter des Russisch-Japanischen Krieges von 1904.

### Kitas Lösungsvorschlag
Kita schließt sein Buch mit einem Vorschlag für die Neuorganisation des Staates ab.
1. Der erste Schritt ist die Einleitung einer „wirtschaftlichen Revolution“ und die Beseitigung der "Wirtschaftsaristokraten", die den Wandel aufhielten, weil sie an vorrevolutionären Staatsidealen festhielten.
2. Den zweiten Schritt als Lösung für den Klassenkampf sah Kita in der Einführung des allgemeinen Wahlrechts und der Durchsetzung eines Wahlsystems für die Abgeordneten des Kokkai.
3. Dritter Schritt: Sobald die innenpolitischen Probleme gelöst seien, könne der Kampf um Prestige und Einfluss in der internationalen Gemeinschaft in Angriff genommen werden. Durch eine Politik des Imperialismus könnte die sozialistische "Weltföderation" geschaffen werden, letztlich eine „sozialistische Utopie“.[10][11]

## Reaktionen
Kitas Buch wurde von fast allen Verlagen, an die er sich wandte, abgelehnt. Viele lehnten es ab, weil es eine „radikale faschistische Ideologie“ zum Ausdruck bringt, die der Ideologie ihrer derzeitigen Regierung direkt widerspricht und somit potenzielle Verleger gefährdet. Andere, wie die Heimin Shimbun, ein sozial orientierter Verlag, lehnten das Buch aufgrund seines Umfangs (1000 Seiten) ab. Kitas Onkel, Homma Kazumatsu, druckte schließlich am 9. Mai 1906 500 Exemplare des Manuskripts. Das Innenministerium der Meiji-Regierung verbot jedoch alle Exemplare von Kitas Buch und entfernte sie innerhalb von 10 Tagen nach seiner Veröffentlichung. Kita gelang es im Laufe seines Lebens nur, Teile von Kokutairon neu zu veröffentlichen. Erst 1959 wurde es von Mizusu Shobo in seiner Gesamtheit veröffentlicht.
Obwohl Kokutairon schnell aus der Öffentlichkeit entfernt wurde, konnte es eine gewisse Resonanz hervorrufen, wenn auch nicht in der von Kita beabsichtigten Weise. Chushichi Tsuzuki fasst die Reaktion zusammen: „Sein Buch wurde von fortschrittlichen Intellektuellen der Zeit wie Sen Katayama, dem prominenten Wirtschaftswissenschaftler Fukuda Tokuzō und Hajime Kawakami begrüßt.“ Katayama Sen war als pazifistischer Sozialist mit Kitas imperialistischem internationalen Ansatz nicht einverstanden, war aber ansonsten von seinen sozialistischen Perspektiven beeindruckt und bezeichnete Kokutairon als „wahrscheinlich das größte Werk unter den japanischen Schriften über den Sozialismus.“ Diese positive Aufnahme wurde jedoch durch das Bewusstsein der unvermeidlichen Gegenreaktion der Meiji-Behörden aufgrund des provokativen Charakters des Werks gebremst.
1906 wurde Kita in die Gruppe „Kakumei Hyoronsha“ (Revolutionäre Revisionsgesellschaft) eingeladen, eine japanische sozialistische Gruppe, die sich der Förderung der sozialen Revolution in China widmete. Tsuzuki vermutet, dass dies eine Reaktion auf die Veröffentlichung von Kokutairon war.
Christopher Szpilman vermutet, dass Kita Kokutairon absichtlich mit emotionalen und politisch provokativen Elementen gefüllt hatte, um eine extreme Reaktion hervorzurufen. Es sei ein Komplott gewesen, um die Aufmerksamkeit der japanischen Behörden zu gewinnen. Er stellt fest: „Kita hatte ständig dafür gesorgt, dass das Buch extreme Emotionen hervorrufen würde, indem er es absichtlich mit Beleidigungen gegen die kaiserliche Familie und verschiedene prominente Akademiker füllte.“ Szpilman führt eine wiederkehrende Phrase in Kitas Buch an, um seine Behauptung zu rechtfertigen. Kita bezeichnete das japanische Volk oft als „Idioten, denen der Satz bans nikkei (die seit ewigen Zeiten ungebrochene kaiserliche Linie) den Schädel zertrümmert hat“.
Kokutairon wird heute als Beleg für die historische Untersuchung von Kita Ikki und seiner wechselnden politischen Ideologien, der Entwicklung des faschistischen politischen Denkens in Japan und der öffentlichen Meinung gegenüber der Meiji-Regierung verwendet.